# Molophilus proximus
Molophilus proximus là một loài ruồi trong họ Limoniidae. Chúng phân bố ở miền Cổ bắc.